# Eva Glesková-Lehocká
Eva Glesková-Lehocká, rozená Lehocká (* 26. červenec 1943, Zvolen) je bývalá československá atletka - sprinterka, účastnice tří letních olympiád v letech 1964, 1968 a 1972. Byla světovou rekordmankou, spoludržitelkou světových rekordů:
- V běhu na 60 metrů (7,2 v roce 1968)[1]
- V běhu na 100 metrů (11,0 v roce 1972)[2]

Jedním z jejích trenérů byl jí (pozdější) manžel Pavol Glesk. Pod jeho vedením se Eva Lehocká probojovala do světové sprinterské špičky. V roce 1978 se rozvedli.[zdroj⁠?!]